# La Joyeuse Prison
Pour plus de détails, voir Fiche technique et Distribution.
La Joyeuse Prison est un film français réalisé par André Berthomieu, sorti en 1956.

## Synopsis
Le très doux et gentil Benoît est gardien d'une maison d'arrêt pas comme les autres située à Clouville, petit bourg de la France profonde des années 1950. Le surveillant chef se prend d'affection pour ses « pensionnaires » et a choisi la gentillesse et la diplomatie plutôt que la manière forte.  Progressivement et avec la « liberté de mœurs » et une certaine ambiance délurée, la prison devient de plus en plus un refuge agréable et chaleureux, ce qui ne manque pas d'énerver considérablement la tutelle administrative de notre bon Benoît.

## Fiche technique
- Titre : La Joyeuse Prison
- Réalisation : André Berthomieu
- Scénario : Paul Vandenberghe
- Décors : Raymond Nègre assisté par Olivier girard
- Photographie	: Georges Million
- Son : Robert Teisseire
- Montage : Gilbert Natot
- Musique : Henri Betti
- Pays d'origine :  France
- Genre : Comédie
- Durée : 85 minutes (1 h 25)
- Date de sortie : 
  - France : 29 juin 1956
- Affiche : Constantin Belinsky (France)

## Distribution
- Michel Simon : Benoît, gardien-chef à la prison de Clouville, qui veut se faire aimer plutôt que craindre
- Ded Rysel : Auguste Tubœuf, un cultivateur détenu à la prison de Clouville
- Paulette Dubost : Justine Benoît, l'épouse du gardien-chef
- Lisette Lebon : Rosette Benoît, la fille de Benoît et de Justine qui en pince pour un prisonnier beau garçon
- Michel Roux : André Chauvin, un détenu beau gosse dont s'est entichée la fille du gardien-chef
- Alice Tissot : Madame de Saint-Leu
- Maryse Martin : Charlotte Duboeuf, la femme d'Auguste
- Darry Cowl : Maître Larigot
- Georges Baconnet : Ferdinand Bouchonnet, un bouilleur de cru détenu à la prison de Clouville
- Charles Bouillaud : Blafard, un faussaire détenu à la prison de Clouville
- Robert Dalban : Vauclin, un gangster détenu à la prison de Clouville, peu enclin à pactiser avec la "flicaille"
- Paul Faivre : Filasse, un braconnier détenu à la prison de Clouville
- Émile Genevois : P'tit Louis, un cambrioleur détenu à la prison de Clouville
- François Patrice : Popaul dit « La Mouche », un cambrioleur, complice de P'tit Louis, détenu à la prison de Clouville
- Paul Darly : Breton, un perceur de coffres forts, détenu à la prison de Clouville
- Christian Alers : le sous-préfet

## Autour du film

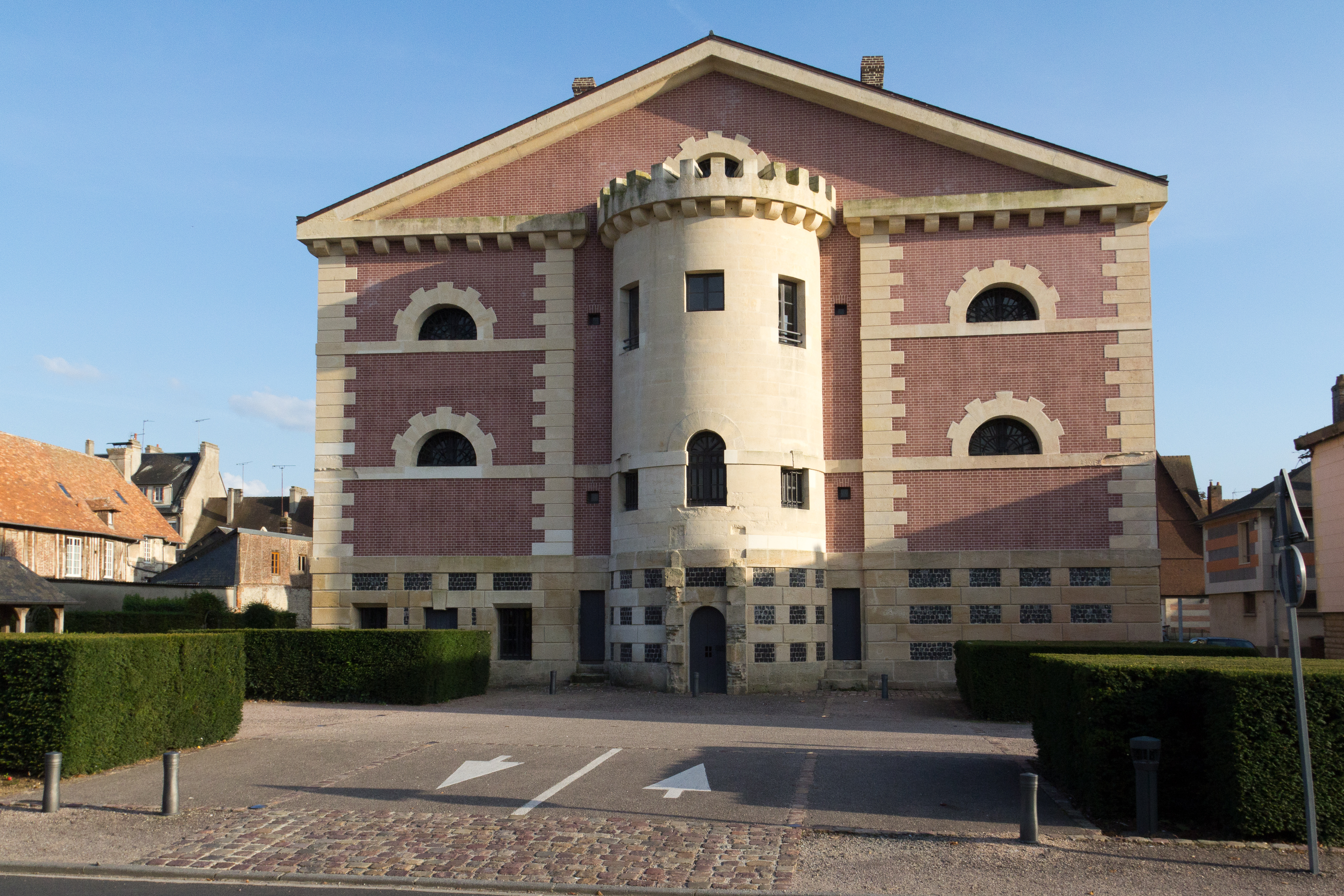
La façade de la Joyeuse Prison de Pont-l'Évêque

Le film est basé sur les événements qui se sont déroulés à la Prison de Pont-l'Évêque en 1947-1949 : à la suite de l'évasion de René Girier dit aussi René la Canne, l'enquête met en évidence de graves dysfonctionnements dans le fonctionnement quotidien de l'institution. Le procès est retentissant et le gardien-chef est condamné, la prison fermant pour sa part peu après 1953.
Ce film de 1956 a la particularité de n'avoir jamais été édité ni en dvd, ni en VHS, ce qui le rend introuvable.